# Busso Christian von Blanckensee
Busso Christian von Blanckensee (* 1695; † 10. November 1765 in Patschkau, Fürstentum Neisse) war ein preußischer Oberst, Chef des Garnisonsregiments Nr. 10, Ritter des Ordens Pour le Mérite sowie Erbherr von Steinberg und Nantikow.

## Leben
Seine Eltern waren der preußische Oberst und Herr von Nantikow Anton von Blanckensee und dessen Ehefrau, eine geborene von Volkmar, eine Tochter des schwedischen Kommandanten von Bremen-Verden Joachim von Volkmar.
Er war bereits 1718 Fähnrich im Infanterieregiment „Gersdorf“. Dort durchstieg er die Offiziersstellen und wurde am 15. Juni 1747 Oberst. Im September 1747 erhielt er das Garnisonsregiment „Rettberg“. Während des Siebenjährigen Krieges konnte er sich bei der Verteidigung von Neisse unter Generalleutnant von Treskow auszeichnen und erhielt den Orden Pour le Mérite.
Blanckensee starb unverheiratet.